# Gnamptogenys diehlii
Gnamptogenys diehlii é uma espécie de formiga do gênero Gnamptogenys.